# Pauly D
Pauly D född Paul DelVecchio den 5 juli 1980 i Providence i Rhode Island, är en amerikansk DJ och TV-personlighet. Han är känd som en av deltagare i TV-serien Jersey Shore.